# Клайбринк, Беньямин
Беньямин Клайбринк (нем. Benjamin Kleibrink; род. 30 июля 1985, Дюссельдорф) — немецкий фехтовальщик-рапирист, призёр и победитель Олимпийских игр.

## Карьера
Беньямин Клайбринк начал спортивную карьеру в 1999 году. Венцом юниорских выступлений стало золото чемпионата мира 2005 в Линце. Год спустя завоевал первые медали среди взрослых — личную бронзу чемпионата Европы и командное серебро на первенстве мира. В 2007 году на мировом чемпионате в Санкт-Петербурге выиграл как личную, так и командную медали, что позволило ему считаться одним из фаворитов предстоящей Олимпиады.
В Пекине немец начал выступление со второго раунда. Там он победил японца Кэнта Тиду со счётом 15-10. Далее его соперниками стали хозяева Игр — рапиристы Китая Лэй Шэн (15-7) и Чжу Цзюнь (15-4). В решающем поединке Клайбринк со счётом 15-9 победил японца Юки Оту и стал олимпийским чемпионом.
В промежутке между Олимпиадами в Пекине и Лондоне немецкий фехтовальщик добыл ещё несколько медалей чемпионатов мира и Европы, но на высшую ступень пьедестала почёта не поднимался.
Как и в Пекине, в Лондоне Клайбринк начал выступления со второго раунда. Там его соперником стал соперник по олимпийскому финалу Ота. Японец смог взять реванш за поражение четырёхлетней давности, победив немца со счётом 15-5. Таким образом он выбыл из соревнования и стал только 18-м. Частично реабилитироваться Беньямин смог в командном первенстве, где помог своей команде завоевать бронзовые медали.
После лондонской Олимпиады Клайбринк прерывал карьеру, но в 2015 году возобновил её с целью попадания в состав немецкой сборной на Олимпиаду в Рио-де-Жанейро.